# Малък четинест броненосец
Малък четинест броненосец (Chaetophractus vellerosus) е непълнозъб бозайник от семейство Броненосци. Открит е в Гран Чако и Пампата на Аржентина, Боливия, Чили, и Парагвай. Обитава сухите райони с редки гори, субтропиците, тревните поля с нискостеблена растителност и храсти.

## Подвидове
- Chaetophractus vellerosus vellerosus
- Chaetophractus vellerosus pannosus